# 櫻花綻放
《櫻花綻放（サクラサク）》是日本聲優兼歌手林原惠的第24張單曲，2000年5月24日發售。發行公司為King Records。

## 概要
- 由於兩首曲目都是電視動畫《純情房東俏房客》的主題曲，因此受到該作品愛好者的廣泛支持，累計發行數量突破10萬，初次登上Oricon排行榜時就排在第7位（共有7次上榜）。
- 不過，這已經是以「林原惠」名義出版的第10張排名進入前十的單曲。
- 由詞曲原作者岡崎律子自我翻唱的『櫻花綻放』和『如果有你』收錄在岡崎的專輯「LOVE HINA OKAZAKI COLLECTION」裡。
- 另外還有堀江由衣（純情房東俏房客女主角成瀨川奈留的聲優）的翻唱版本，收錄在堀江由衣的精選專輯「ほっ?」裡。

## 内容
1. 櫻花綻放（サクラサク）  
  - 作詞・作曲：岡崎律子、編曲：十川知司
  - 演奏時間 - 3:12
  - 電視動畫《純情房東俏房客》片頭主題歌
2. 如果有你（君さえいれば） 
  - 作詞・作曲：岡崎律子、編曲：十川知司
  - 演奏時間 - 4:15
  - 電視動畫《純情房東俏房客》片尾主題歌
3. 櫻花綻放（OFF VOCAL VERSION）
4. 如果有你（OFF VOCAL VERSION）

## 收錄專輯
- 櫻花綻放
「feel well」
- 如果有你
「center color」